# Jäkäläsaari (ö i norra Suolisvuono)
Jäkäläsaari, skoltsamiska: Jee'elsuâl, är en ö i Finland. Den ligger i sjön Enare träsk (Suolisvuono) och i kommunen Enare i den ekonomiska regionen Norra Lappland och landskapet Lappland, i den norra delen av landet, 1 000 km norr om huvudstaden Helsingfors. Öns area är 2,1 hektar och dess största längd är 280 meter i öst-västlig riktning.